# 의료선
의료선(영어:Medivac)은 스타크래프트 2 종족인 테란의 유닛이다. 우주공항에서 생산이 가능한 유닛이다.

## 특징
의료선은 스타크래프트 2에서 새롭게 추가된 유닛이다. 전작인 스타크래프트와 리마스터 버전인 스타크래프트 리마스터에 등장하는 의무관과 수송선을 모두 대체하는 유닛으로 테란이 바이오닉 테란을 운영하기 위해선 반드시 필요한 필수 유닛이다. 의료선의 영어 이름인 Medivac은 한글로 그대로 음역하면 매디백이 된다. 의료선은 생체 유닛을 치료하는 역할을 하지만 대신 의료선 자체는 기계 유닛으로 취급되기 때문에 의료선끼리는 치유가 불가능하며 이로 인해 적의 표적이 되기도 쉽다. 의료선의 체력이 적에 의해서 깎인다면 건설로봇의 수리를 통해 의료선의 체력을 회복시켜야 한다. 의료선이 생체 유닛들인 바이오닛 테란의 유닛들을 치료하는 속도는 의무관보단 느리지만 대신 아군 바이오닉 테란 유닛들을 치료하는 사거리 범위가 의무관보다 넓다. 의료선은 이외에 수송 기능도 가지고 있기 때문에 적의 확장이 있는 지역이나 적의 생산 기지를 기습적으로 공격할 유닛들을 수송하는 데에도 요긴하게 사용된다. 다만 의료선은 그안에 탑승 중인 아군 바이오닉 테란 유닛을 치료하지 못한다는 단점도 가지고 있다. 의료선이 아군 바이오닉 테란 유닛들을 치료할 때는 전작의 의무관과 같이 마나를 소모한다. 그리고 전작의 의무관이 병영과 사관학교만 지으면 바로 생산할 수 있어 비교적 빠른 테크트리에서 뽑을 수 있는 것과 달리 의료선은 우주공항까지 올려야만 생산이 가능하므로 이는 전작의 의무관보다 테크트리가 더 늦는 것이 되어서 초반에 바이오닉 테란이 취약한 원인이 되기도 한다. 다행이도 의료선은 우주공항만 지으면 바로 생산이 가능하니 우주공항만 지으면 크게 문제가 되지는 않는다. 우주공항에 반응로를 애드온하면 의료선을 2대씩 생산하는 것이 가능해지며 우주공항에 애드온된 반응로는 이외에 의료선에 관한 업그레이드도 실행한다. 우주공항에 애드온된 반응로에서 할 수 있는 의료선의 업그레이드는 재연소 장치 점화, 카두세우스 반응로가 있다. 의료선을 생산하는데 필요한 자원, 인구수, 생산 시간은 광물:100, 가스:100, 인구수:2, 생산 시간:42초이다. 유닛의 능력치는 체력:150, 기본 방어력:1의 능력치를 가지고 있다. 스타크래프트 2의 캠페인과 협동전에서는 전작의 유닛들인 의무관, 수송선과도 같이 사용하는 것이 가능하며 이외에 헤라클레스 수송선이나 특수선 수송선과도 같이 사용하는 것이 가능하다. 의료선은 수송선, 헤라클래스 수송선, 특수선 수송선과 같이 수송 유닛의 역할을 같이 수행하기도 하지만 의무관과 같이 생체 유닛들을 치료하는 역할까지도 같이 수행한다. 특히 스타크래프트 2의 캠페인과 협동전에서 나오는 의료선은 고급 치료 인공 지능과 신속 투하의 기능도 같이 가지기 때문에 수송선의 기능과 치료 유닛의 기능을 모두 잘 수행하는 다재다능한 유닛이 된다.

## 같이 보기
- 스타크래프트
- 테란